# فدراسیون عربستان جنوبی
اتحاد جنوب عربی (عربی: اتحاد الجنوب العربي) یک ایالت فدرال تحت حمایت بریتانیا در یمن جنوبی بود.